# Blown Away
Pour l’article homonyme, voir Blown Away (album).
Pour le film de Brenton Spencer, voir Belle et Dangereuse.
Pour plus de détails, voir Fiche technique et Distribution.
Blown Away ou Billets pour l'enfer au Québec est un film américain réalisé par Stephen Hopkins et sorti en 1994.

## Synopsis
Jimmy Dove (Jeff Bridges) travaille avec l'équipe de désamorçage d'engins explosifs de Boston. Quand il décide de quitter l'équipe d'intervention pour se ranger parmi les instructeurs, une série d'attentats particulièrement vicieux — perpétrés par l'IRA — le rappelle en ligne, pour une confrontation cauchemardesque avec son passé.

## Fiche technique
Sauf indication contraire, les informations mentionnées dans cette section peuvent être confirmées par la base de données cinématographiques IMDb,  présente dans la section « Liens externes ».
- Titre original et français : Blown Away
- Titre québécois : Billets pour l'enfer
- Réalisation : Stephen Hopkins
- Scénario : John Rice et Joe Batteer, d'après une histoire de John Rice, Joe Batteer et Jay Roach
- Musique : Alan Silvestri
- Directeur de la photographie : Peter Levy
- Montage : Timothy Wellburn
- Décors : John Graysmark
- Costumes : Joe I. Tompkins (en)
- Production : Pen Densham (en), Richard Barton Lewis (en), John Watson (en)

Producteur associé : Joe Batteer, Christian L. Rehr, John Rice, Jay Roach et Kris Wiseman McIntyre
- Sociétés de production : Metro-Goldwyn-Mayer et Trilogy Entertainment Group
- Distribution : Metro-Goldwyn-Mayer (États-Unis), United International Pictures (France)
- Pays de production :  États-Unis
- Langues originales : anglais, gaélique
- Format : Couleur - 2.35 : 1 - Super 35 mm - caméras et objectifs Panavision / son : DTS, Dolby SR
- Genre : action, thriller
- Durée : 121 minutes
- Dates de sortie :
  - États-Unis : 1er juillet 1994
  - France : 16 novembre 1994

## Distribution
- Jeff Bridges (VF : Patrick Floersheim) : James « Jimmy » Dove / Liam McGivney
- Tommy Lee Jones (VF : Richard Darbois) : Ryan Gaerity
- Suzy Amis (VF : Caroline Beaune) : Kate Dove
- Lloyd Bridges (VF : Michel Fortin) : Max O'Bannon
- Forest Whitaker (VF : Lionel Henry) : Anthony Franklin
- Stephi Lineburg : Lizzy
- John Finn : le capitaine Fred Roarke
- Ruben Santiago-Hudson : l'officier Blanket
- Caitlin Clarke (en) : Rita
- Cuba Gooding Jr. : l'élève de la classe de déminage
- Mike Starr : Francis, le barman
  - Voix additionnelles : Guy Chapellier, Dominique Collignon-Maurin

## Production
Richard Harris a été envisagé pour le rôle de Max O'Bannon, qui revient finalement à Lloyd Bridges. Il joue ici aux côtés de son fils, Jeff Bridges. Pour le rôle de Jimmy Dove, de nombreux acteurs avaient été évoqués : Kevin Bacon, Alec Baldwin, Michael Biehn, Bruce Campbell, Kevin Costner, Michael Douglas, Richard Dreyfuss, Harrison Ford, Richard Gere, Mel Gibson, Michael Keaton, Christopher Lambert, Viggo Mortensen, Chuck Norris, Dennis Quaid, Mickey Rourke, Kurt Russell, Arnold Schwarzenegger, Tom Selleck, Sylvester Stallone, Patrick Swayze ou encore Bruce Willis.
Le tournage a lieu du 23 août 1993 au 24 novembre 1993. Il se déroule dans le Massachusetts principalement à Boston (Boston Harbor, East Boston, Esplanade, Fenway Park - 4 Yawkey Way, Copley Square, Joy Street, St. Francis de Sales School, Charlestown, ...), ainsi qu'au MIT de Cambridge et Wingaersheek Beach à Gloucester.

## Accueil

### Box-office
Blown Away débute à la 4e place du box-office américain avec 10,5 millions de dollars, soit l'un des meilleurs démarrages d'un film MGM à l'époque. Ce record perdurera plusieurs années pour le studio.
Finalement, le film totalisera un peu plus de 30 millions de dollars aux États-Unis et au Canada et 22,7 millions à l'international pour un total de 52,7 millions,. Le film aurait souffert de la sortie d'un film sur un terroriste et une bombe, Speed. En France, il n'attire que 117 407 spectateurs en salles.

## Distinctions
- Nommé aux MTV Movie Awards de 1995 pour la meilleure séquence d'action (Best Action Sequence) pour l'explosion du bateau
- Nommé aux MTV Movie Awards de 1995 pour le meilleur rôle de mauvais personnage (Best Villain) en faveur de Tommy Lee Jones

## Commentaire
La cassette audio achetée par Ryan Gaerity (Tommy Lee Jones) est The Joshua Tree de U2. On peut entendre les morceaux With or Without You et I Still Haven't Found What I'm Looking For dans le film.